# アテネ地下鉄1号線
アテネ地下鉄1号線（ギリシア語: Γραμμή 1 του Μετρό της Αθήνας）はOASAが運営するアテネ地下鉄の路線。この路線の最初の開業は、1869年2月27日にピレウス駅からティセイオ駅までの間である。現在、アテネの外港にあたるピレウス駅からアテネ市街地中心部を縦断し、キフィシア駅までの延長25.6kmで運営されている。

## 運行形態
列車の運行頻度は次の通り（2014年夏ダイヤ）。
| 平日        | 平日    | 土曜・日曜  | 土曜・日曜 |
| ----------- | ------- | ----------- | ---------- |
| 05:00-05:30 | 4本/時  | 05:00-05:30 | 4本/時     |
| 05:30-06:30 | 6本/時  | 05:30-23:30 | 6本/時     |
| 06:30-21:30 | 10本/時 | 05:30-23:30 | 6本/時     |
| 21:30-23:30 | 6本/時  | 05:30-23:30 | 6本/時     |
| 23:30-01:00 | 4本/時  | 23:30-01:00 | 4本/時     |

主要駅であるオモニア駅の始発・終電の時刻は次の通り（2014年夏ダイヤ）。
| 行先           | 始発時刻 | 終電時刻 |
| -------------- | -------- | -------- |
| ピレウス方面   | 05:17    | 00:47    |
| キフィシア方面 | 04:49    | 00:34    |